# Karlheinz Edelbrock
Karlheinz Edelbrock (* 10. Oktober 1928 in Wattenscheid; † 11. Juni 1998) war ein deutscher Politiker und ehemaliger Landtagsabgeordneter (SPD).

## Leben und Beruf
Nach dem Besuch der Volksschule und des Gymnasiums mit dem Abschluss der mittleren Reife absolvierte er eine Elektrikerlehre und war in diesem Beruf tätig. Von 1951 bis 1954 machte Edelbrock an der Bergschule Bochum eine Ausbildung zum Elektrosteiger. Er wurde zudem graduierter Ingenieur.
Der SPD gehörte Edelbrock seit 1965 an. Er war in verschiedenen Parteigremien vertreten. Seit 1945 war er Mitglied der IG Bergbau und Energie.

## Abgeordneter
Vom 28. Mai 1975 bis zum 30. Mai 1990 war Edelbrock Mitglied des Landtags des Landes Nordrhein-Westfalen. Er wurde jeweils im Wahlkreis 101 bzw. 089 Gelsenkirchen III direkt gewählt.
Dem Stadtrat der Stadt Gelsenkirchen gehörte er von 1969 bis 1975 an.